# ファンタスティック・フォー 超能力ユニット
『ファンタスティック・フォー [超能力ユニット]』（原題: Fantastic Four、Fantastic 4とも）は、マーベル・コミックのチーム「ファンタスティック・フォー」をベースにした、2005年のアメリカのスーパーヒーロー映画。監督はティム・ストーリー、脚本はマイケル・フランス、マーク・フロストが務め、ヨアン・グリフィズ、ジェシカ・アルバ、クリス・エヴァンス、マイケル・チクリス、ジュリアン・マクマホン、ケリー・ワシントンらが出演している。
実写版「ファンタスティック・フォー」の2度目の製作で、『ザ・ファンタスティック・フォー』と題された前回の試みは、ロジャー・コーマンが製作したB級映画で、最終的には公開されなかった。本作は2005年7月8日に米国で公開された。賛否両論あったが、商業的には成功した。2007年には続編『ファンタスティック・フォー:銀河の危機』が公開された。2015年にはリブートされ『ファンタスティック・フォー』が、2025年には再度リブートされ『ファンタスティック4:ファースト・ステップ』が公開された。

## あらすじ
天才科学者のリチャーズは、元恋人のスー、スーの弟でパイロットのジョニー、そして親友のベンとともに、宇宙に出て実験を行うことになった。だが事故により宇宙線を浴びて4人とも超能力を得てしまう。彼らはこの力を世のために役立てようと考え、スーパーヒーローチーム「ファンタスティック・フォー」を結成する。

## キャスト
| 役                                                  | 俳優                       | 日本語吹き替え | 日本語吹き替え |
| 役                                                  | 俳優                       | ソフト版       | 日本テレビ版   |
| --------------------------------------------------- | -------------------------- | -------------- | -------------- |
| リード・リチャーズ （Mr.ファンタスティック）        | ヨアン・グリフィズ         | 石川禅         | 森川智之       |
| スーザン・ストーム （インヴィジブル・ウーマン）     | ジェシカ・アルバ           | 宮島依里       | 坂本真綾       |
| ジョニー・ストーム （ヒューマン・トーチ）           | クリス・エヴァンス         | 神奈延年       | 松風雅也       |
| ベン・グリム （ザ・シング）                         | マイケル・チクリス         | 天田益男       | 辻親八         |
| ヴィクター・ヴァン・ドゥーム （ドクター・ドゥーム） | ジュリアン・マクマホン     | てらそままさき | 楠大典         |
| アリシア・マスターズ                                | ケリー・ワシントン         | 込山順子       | 渡辺美佐       |
| レオナード                                          | ハミッシュ・リンクレーター |                | 佐々木睦       |
| デビー・マクルヴェーン                              | ローリー・ホールデン       |                | 野村須磨子     |
| アーニー                                            | デヴィッド・パーカー       |                | 星野充昭       |
| ジミー・オフーリハン                                | ケヴィン・マクナルティ     |                | 松本大         |
| セクシーな看護婦                                    | マリア・メノウノス         |                | 魏涼子         |
| ネッド・セシル                                      | マイケル・コプサ           | 石波義人       |                |

- ソフト版吹き替え - DVD・BD収録

その他の吹き替え - 呉林卓美、室園丈裕、魏涼子、横島亘、伊藤和晃、加藤亮夫、大西健晴、世古陽丸、坂口候一、江川央生、五十嵐麗、水落幸子、清水明彦、吉田孝、北斗誓一、桐井大介、細野雅世、恒松あゆみ、中司ゆう花
- 日本テレビ版吹き替え - 初回放送2008年1月18日『金曜ロードショー』

その他の吹き替え - 中博史、羽村京子、小室正幸、すずき紀子、新田万紀子、多緒都、高瀬右光、奈良徹、山中真尋、高橋まゆ子、澤田将考、園部好德、黒河奈美

## スタッフ
- 監督：ティム・ストーリー
- 製作：アヴィ・アラッド、マイケル・バーナサン、クリス・コロンバス、ベルント・アイヒンガー、ラルフ・ウィンター
- 製作総指揮：スタン・リー
- 原作：スタン・リー、ジャック・カービー
- 脚本：マイケル・フランス、マーク・フロスト、サイモン・キンバーグ
- 音楽：ジョン・オットマン
- 視覚効果：ハイドラックス
- 日本語版イメージソング：「Kirikirimai〜Fantastic Four Remix〜」歌：ORANGE RANGE

## 地上波放送履歴
| 回数  | テレビ局   | 番組名                             | 放送日         | 放送時間               | 吹替版       | 備考         |
| ----- | ---------- | ---------------------------------- | -------------- | ---------------------- | ------------ | ------------ |
| 初回  | 日本テレビ | 金曜ロードショー                   | 2008年1月18日  | 21:03 - 22:54（111分） | 日本テレビ版 | 地上波初放送 |
| 2回目 | テレビ朝日 | 日曜洋画劇場                       | 2010年5月16日  | 21:00 - 22:54（114分） | 日本テレビ版 |              |
| 3回目 | 日本テレビ | 金曜ロードショー → 金曜ロードSHOW! | 2012年3月9日   | 21:00 - 22:54（114分） | 日本テレビ版 |              |
| 4回目 | 日本テレビ | 金曜ロードショー → 金曜ロードSHOW! | 2014年10月31日 | 21:00 - 22:54（114分） | 日本テレビ版 |              |

## 備考
- 2008年1月18日に日本テレビ系『金曜ロードショー』にて地上波初放送されたものは“日本未公開バージョン”。
- 2006年に発売された2枚組特別編DVDには、日本人アーティストによるファンタスティックフォーのコミカライズ版が付属しており、中でも松本零士の独創的なピンナップは話題となった。（その独創的なイラストから、ピンナップの左端に、このピンナップが松本零士の主観で作られたものであり、マーベル作品とは無関係だという断り書きが記載された。）
- 日本公開の際当時一世を風靡したお笑い芸人のレイザーラモンHGが宣伝大使に任命され、日本プロモーション、『金曜ロードショー』の放映の際に「ファンタスティック・フォーー!」と自身のネタを交えて披露した[4]。

## ゲーム版
海外ではPS2、GC、Xbox、PC、GBAで発売された